# Clytie sabaea
Clytie sabaea là một loài bướm đêm trong họ Erebidae.